# 鈴木弓子
鈴木弓子（1965年12月10日—），原姓福島，日本島根縣松江市人，前TBS電視台女播報員。慶應義塾大學文學部畢業以後，於1989年進入TBS電視台擔任播報員工作。1994年在自己主持的節目中認識當時日本職棒歐力士隊球員鈴木一朗，兩人後於1999年12月4日在美國洛杉磯結婚。婚後從夫姓為鈴木。

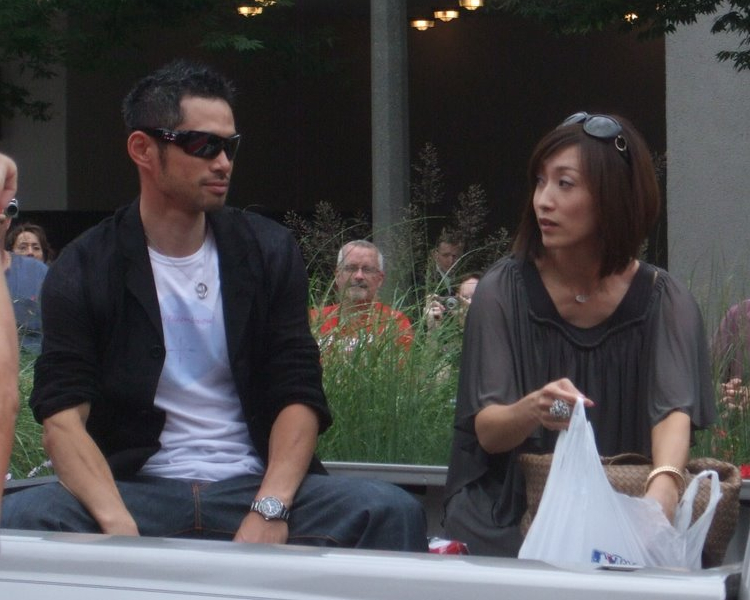
鈴木一朗與其妻子鈴木弓子